# Distrito de Złotoryja
Złotoryja (polaco: powiat złotoryjski) es un distrito (powiat) del voivodato de Baja Silesia (Polonia). Fue constituido el 1 de enero de 1999 como resultado de la reforma del gobierno local de Polonia aprobada el año anterior. Limita con otros cinco distritos: al nordeste con Legnica, al este con Jawor, al sur con Jelenia Góra y al oeste con Lwówek Śląski y Bolesławiec; y está dividido en seis municipios (gmina): uno urbano (Złotoryja), otro urbano-rural (Świerzawa) y cuatro rurales (Pielgrzymka, Wojcieszów, Zagrodno y Złotoryja). En 2011, según el Oficina Central de Estadística polaca, el distrito tenía una superficie de 575,81 km² y una población de 45 379 habitantes.